# Montréal, arts interculturels
Montréal, arts interculturels (MAI) ist eine multidisziplinäre Kulturorganisation in Montreal (Quebec, Kanada), die 1999 gegründet wurde.

## Beschreibung
Das MAI ist eine gemeinnützige Organisation, deren Aufgabe es ist, interkulturelle künstlerische Praktiken zu unterstützen und zu fördern, um einen Dialog zwischen den Kulturen in Montreal zu ermöglichen. Das MAI subventioniert und präsentiert Projekte in den Bereichen Tanz, Theater, bildende und Medienkunst, Spoken Word Arts usw. Sie begleitet aufstrebende oder etablierte Künstler und unterstützt insbesondere Künstler mit unterschiedlichem kulturellem Hintergrund. Die Organisation verfügt über ein Theater, eine Galerie, ein Café und zwei Proberäume.

## Geschichte
1990 wurde das „Regroupement pour le développement des pratiques artistiques interculturelles“ gegründet. 1989 beschloss die Gruppe, an der Schaffung eines neuen Kulturraums in Montreal zu arbeiten. 1999 wurde das MAI in Milton Parc, Jeanne-Mance Street, eingerichtet. Die Organisation verfügte dann über ein Café, eine Galerie und zwei Proberäume. 2005 eröffnete das MAI sein Künstler-Begleitprogramm, das 2018 in „Complices“ umbenannt wurde. Ursprünglich richtete sich das Programm in erster Linie an Aborigines und kulturell vielfältige Künstler, aber das Programm wurde nach und nach auf Künstler mit Behinderungen, aus sprachlichen Minderheiten oder LGBT-Gemeinschaften ausgeweitet.

## Einsätze
Die Hauptaufgabe des MAI ist die Förderung des Dialogs durch die Präsentation interkultureller künstlerischer Ansätze, die sich mit Fragen der Identität, des Geschlechts, der sexuellen Orientierung, der Religion usw. befassen. Somit hat die Organisation zwei Hauptaufgaben. Die erste besteht darin, Künstler in ihrer Entwicklung und/oder Förderung zu begleiten, um hybride Produktionen und transversale, multidisziplinäre und interkulturelle Ansätze zu fördern. Die zweite Mission zielt darauf ab, ein vielfältiges Publikum anzusprechen und ein Programm sowie integrative Workshops sowohl für Kenner als auch für Neulinge vorzuschlagen. Dazu schlägt das MAI Begleitprogramme sowie ein Jahresprogramm vor. Angesichts des Mangels an kultureller Vielfalt in den zeitgenössischen Künsten in Quebec hat das MAI auch die zeitgenössischen Künste der schwarzen Gemeinden gefördert.

### Programm
Jedes Jahr schlägt das MAI ein offizielles Programm mit etwa zwanzig Künstlern vor. Das Programm umfasst Ausstellungen (im Durchschnitt vier pro Jahr), Tanz-, Theater-, Performance-, Musik- oder andere Aufführungen im MAI-Theater und Shows, die außerhalb der Mauern in Partnerschaft mit anderen Kulturräumen in Montreal präsentiert werden.